# Antidesma oblongum
Antidesma oblongum là một loài thực vật có hoa trong họ Diệp hạ châu. Loài này được (Hutch.) Keay mô tả khoa học đầu tiên năm 1956.